# QwaQwa
QwaQwa è stato un bantustan (chiamato anche homeland), nella parte orientale del Sudafrica e fu concepita per segregare gli abitanti di lingua sesotho.
La sua capitale è stata Phuthaditjhaba.
Fu creata come entità autonoma il 1º novembre 1974 e fu riunita al Sudafrica il 27 aprile 1994 insieme ad altre nove homeland.